# إيلي يشاي
إلياهو يشاي (بالعبرية: אליהו ישי)، يشتهر باسم إيلي (بالعبرية: אלי) (وُلد في 26 ديسمبر 1962 في القدس)، ولد لأبوين قادمين من تونس و هو سياسي إسرائيلي. وهو زعيم سابق لحزب شاس اليميني المتطرف، كان عضواً وممثلا للحزب في الكنيست من 1996 حتى 2015 حيث تلقى هزيمة ساحقة في انتخابات 2015 مما أدى لمغادرته من الكنيست، كما أنه شغل العديد من المناصب الوزارية بما في ذلك نائب رئيس الوزراء، وزير الداخلية ووزير الصناعة والتجارة والعمل. في ديسمبر 2014، غادر حزب شاس لإنشاء حزب يشاد.

## حياته
ولد إلياهو إيشاي يوم 26 ديسمبر 1962 بالقدس، لصهيون (1933-2004) وإيفيت فورتونا يشاي (1934-2009) اللذان هاجرا إلى إسرائيل من مدينة تونس في تونس. وهو الابن الثاني من بين سبعة أبناء، درس في معهدين دينيين هما بورات يوسف يشيفا في القدس ويشيفات هانيجيف في نتيفوت. في عام 1980 التحق يشاي بالخدمة العسكرية في الجيش الإسرائيلي وخدم فيه حتى عام 1983. وإيلي متزوج وله خمسة أولاد.
وقد بدأ مشواره السياسي عام 1984 مباشرة بعد خدمته العسكرية مباشرة حيث تقلد عدة مسؤوليات قبل دخوله الحكومة الإسرائيلية أهمها مستشاراً ببلدية القدس بين عامي 1987 و1988، كما كان يشاي عضوًا في مجلس نفس البلدية سنة 1991، لكن برز اسمه بعدها عند توليه منصب أمين عام لحزب شاس من 1993 إلى 1994، كما شغل وظيفة مدير عام لجمعية إيل هماعيان، وهي مؤسسة التعليم التابعة لحزب شاس سنتي 1995 و1996، كما كان رئيس الدائرة المحلية في حزب شاس، ثم مؤسس حركة الشبيبة بني حول، ومؤسس المنظمة النسائية مرجلوت إيم في إسرائيل. وقد اُنتخب عضواً في الكنيست عام 1996، حيث دخل الحكومة الإسرائيلية وكان أول الحقائب الوزارية التي تقلدها وزيرا للعمل والرفاه الاجتماعي من يونيو 1996 يوليو 1999، ثم مرة ثانية من يوليو 1999 إلى يوليو 2000 في حكومة إيهود باراك.
وقد توترت علاقاته مع أرييه درعي أثناء التهم والمحكمة التي تعرض لها. فقرر القائد الروحي للحزب الحاخام عوفاديا يوسف تعيين يشاي زعيماً سياسياً للحزب لغاية رجوع أرييه درعي. وقد استقال من الوزارة التي كان يشغلها آنذاك في يوليو 2000 رفقة وزراء حزبه نظراً لرفضهم الخطوات السياسية التي اتخذها رئيس الوزراء وقتها إيهود باراك في مفاوضاته مع الفلسطينيين.
وقد خلف أرئيل شارون باراك بعد فوزه في انتخابات 2001 فدخل يشاي معه في الائتلاف الحكومي فعُيِّن نائباً لرئيس الحكومة ووزيراً للداخلية فيها من مارس 2001 وحتى فبراير 2003، حيث استقال مجدداً مع بقية أعضاء حزبه من الحكومة ما أدى إلى تقديم الانتخابات للكنيست الـ16، ودخل يشاي تلك الكنيست بترأسه لحزبه الذي فاز ب12 مقعداً في انتخابات 2006. ودخل الحكومة الائتلافية بقيادة حزب كاديما، وتولى فيها يشاي وزارة الداخلية في مايو 2006. وفي أبريل 2009 تم تنصيبه وزيراً للصناعة والتجارة والعمل وأحد نواب رئيس الوزراء في حكومة بنيامين نتنياهو، فضلاً إلى عضويته في الكنيست.
في يونيو 2012، أجرى مقابلة مع صحيفة معاريف الإسرائيلية، وقال يشاي: «المسلمون وصلوا هنا ولا زلنا نعتقد أن هذا البلد ملك لنا، للرجل الأبيض». في نوفمبر 2012، خلال الحرب على غزة، نقلت صحيفة هاآرتس قوله: «إن الهدف من العملية هو أن إرجاع غزة إلى العصور الوسطى، فقط ثم ستكون إسرائيل هادئة على مدى السنوات ال 40 المقبلة». في مايو 2013، بعد بضعة أشهر، من الخلاف الداخلي عاد درعي إلى السياسة، فأقال يشاي من منصبه كزعيم للحزب، وجرى خلافته من قبل درعي. وقد ذكر عوفاديا يوسف، الزعيم الروحي لحزب شاس فيما يتعلق بقرار للإطاحة بيشاي «كان رهينة من أجل هذا، وهو يمكنه الآن أن يسترجع ذلك». وكان يوسف هو من صادق على قرار عودة يشاي إلى زعامة الحزب.
أعلن يشاي خلال ندوة صحفية عُقدت في نهاية ديسمبر 2014، بإعلانه الانشقاق عن حزب شاس الذي اشتغل ضمن صفوفه لنحو ثلاثة عقود، موضحاً أنه ينوي تأسيس كيان سياسي جديد، وأعلن لاحقاً أن اسم الحزب الجديد هو ياشاد. تلقى هو وحزبه هزيمة قاسية في انتخابات 17 مارس 2015، وهي الانتخابات التي انتهت بفوز الليكود بزعامة رئيس الوزراء بنيامين نتنياهو بـ23.4%، مما أعطاه ثلاثين مقعداً من أصل 120. ووفقاً تقارير إعلامية إسرائيلية، فإن حزب يشاي الجديد مر في 2015 بأزمة مالية خانقة جعلته عاجزاً عن دفع الأجور للموظفين، بينما وعد يشاي قواعد الحزب بافتتاح مقر مركزي جديد. كما وردت أنباء عام 2016 عن انضمام إيلي يشاي إلى حزب كولانو.

## وصلات خارجية
- إيلي يشاي على موقع IMDb (الإنجليزية)
- إيلي يشاي على موقع مونزينجر (الألمانية)
- إيلي يشاي على الموقع الإلكتروني للكنيست
- الحكومة الإسرائيلية 27
- الحكومة الإسرائيلية 28
- الحكومة الإسرائيلية 29
- الحكومة الإسرائيلية 31
- إيلي يشاي، المكتبة اليهودية الرقمية
- إيلي يشاي